# دان كايزر
دان كايزر (بالإنجليزية: Dan Kaiser)‏ هو سياسي أمريكي، ولد في 31 ديسمبر 1980 في سانت بول في الولايات المتحدة. حزبياً، نشط في الحزب الجمهوري. وقد انتخب عضو داكوتا الجنوبية البيت النواب.